# Cinema International
Il cinema International (in tedesco Kino International) è un cinema di Berlino, sito sulla monumentale Karl-Marx-Allee, nel quartiere di Mitte a poca distanza da Alexanderplatz.
Costruito all'inizio degli anni sessanta del XX secolo come importante tassello della ricostruzione in senso socialista del centro di Berlino, rappresentò, fino alla riunificazione, il più importante cinema della Repubblica Democratica Tedesca, dove venivano proiettati in anteprima i film della casa di produzione nazionale DEFA, alla presenza di personalità importanti del mondo della politica e della cultura.
L'edificio è oggi sotto tutela monumentale (Denkmalschutz).

## Storia
Il cinema venne costruito dal 1961 al 1963 come parte del secondo lotto della Karl-Marx-Allee, esteso fra Alexanderplatz e Strausberger Platz. Gli architetti, Josef Kaiser e Heinz Aust, avevano già progettato pochi anni prima il cinema Kosmos, anch'esso sulla stessa strada.

## Caratteristiche
Il cinema è posto in corrispondenza dell'incrocio della Karl-Marx-Allee con la Schillingstraße, e costituisce pertanto il fondale prospettico di quest'ultima, unitamente al retrostante – e ben più alto – Hotel Berolina (demolito nel 1995 e sostituito da un edificio di forme simili che ospita il municipio di Mitte). Insieme al ristorante Moskau, sul lato opposto della Karl-Marx-Allee, venne così configurato un insieme urbanistico di prestigio dedicato alla cultura e all'intrattenimento.
L'edificio, in forma di parallelepipedo, ha struttura portante in calcestruzzo armato, ed esteticamente è diviso in un basamento rivestito in pietra e in un corpo superiore in cemento a vista, le cui pareti laterali sono decorate da rilievi disegnati da Waldemar Grzimek, Hubert Schievelbein e Karl-Heinz Schamal; il corpo superiore sporge anteriormente di 9 metri sopra l'ingresso.
La facciata principale è quasi interamente vetrata, sia nella parte inferiore, dove si aprono gli ingressi, sia nella parte superiore, dove le grandi finestre illuminano l'ampio foyer.
La sala conta 600 posti e venne progettata facendo uso di materiali pregiati; negli spazi retrostanti trova posto una biblioteca con sala di lettura.

### Fonti
- Lorenzo Spagnoli, Berlino. XIX e XX secolo, Bologna, Zanichelli, 1993,  p. 242, ISBN 88-08-14174-8.
- (DE) Joachim Schulz e Werner Gräber, Architekturführer DDR. Berlin, 3ª ed., Berlino (Est), VEB Verlag für Bauwesen, 1981,  p. 55, ISBN non esistente.
- (DE) Joachim Schulz e Werner Gräber, Berlin. Architektur von Pankow bis Köpenick, Berlino (Est), VEB Verlag für Bauwesen, 1987,  p. 59, ISBN 3-345-00145-4.
- (DE) Martin Wörner, Doris Mollenschott, Karl-Heinz Hüter e Paul Sigel, Architekturführer Berlin, prefazione di Wolfgang Schäche, 6ª ed., Berlino, Dietrich Reimer Verlag, 2001,  p. 73, ISBN 3-496-01211-0.
- (DE) Anne Holper e Matthias Käther, DDR-Baudenkmale in Berlin, Berlino, VIA Reise Verlag, 2003,  pp. 64-65, ISBN 3-935029-09-8.
- (DE) Kilian Jost, Kino International, in Adrian von Buttlar, Kerstin Wittmann-Englert e Gabi Dolff-Bonekämper (a cura di), Baukunst der Nachkriegsmoderne. Architekturführer Berlin 1949–1979, Berlino, Dietrich Reimer Verlag, 2013,  pp. 96-97, ISBN 978-3-496-01486-7.

### Testi di approfondimento
- (DE) Josef Kaiser, Filmtheater "International", Berlin, Karl-Marx-Allee, in Deutsche Architektur, vol. 13, n. 1, 1964,  pp. 24-31, ISSN 0323-3413 (WC · ACNP).
- (DE) Dietrich Worbs, Das Kino International in Berlin, Berlino, Gebr. Mann Verlag, 2015, ISBN 978-3-7861-2711-6.